# آيلتون (لاعب كرة قدم)
آيلتون (بالبرتغالية: Aílton Delfino‏) هو لاعب كرة قدم برازيلي في مركز الهجوم، ولد في 1 سبتمبر 1968 في بيلو هوريزونتي في البرازيل. لعب مع أتلتيكو مينيرو وجمعية بورتوغيزا الرياضية وسانتو أندريه ونادي أمريكا ونادي بنفيكا ونادي ساو باولو ونادي ساو كايتانو ونادي كروزيرو.

## وصلات خارجية
- آيلتون (لاعب كرة قدم) على موقع قاعدة بيانات كرة القدم.إي يو (الإنجليزية)